# Сафонов, Василий Алексеевич (полный кавалер ордена Славы)
Василий Алексеевич Сафонов (22 августа 1926 — 1954) — красноармеец Красной армии, участник Великой Отечественной войны и полный кавалер ордена Славы.

## Биография
Василий Сафонов родился 22 августа 1926 года в селе Ромашково Московского уезда Московской губернии (ныне Одинцовский район, Московская область, Россия) в русской крестьянской семье. Окончил 5 классов школы.
По одним данным в октябре, по другим данным в ноябре 1943 года Василий Сафонов был призван в Красную армию, но непосредственное участие в боях Великой Отечественной войны начал с января 1945 года. Служил разведчиком в разведывательной роте, которая входила в состав 37-й механизированной бригады (1-й механизированный корпус). За пять месяца своего участия в войне Сафонов был удостоен четырёх фронтовых орденов.
24 января близ населенного пункта Чарникау (в районе Познани, Польша) Василий Сафонов, находясь в разведке, внезапно проник в расположение врага где им было уничтожено пять немецких солдат, а двое солдат было взято в плен. 10 февраля 1945 года ефрейтор Василий Алексеевич Сафонов был награждён орденом Славы 3-й степени.
19 февраля, находясь в разведке близ населённого пункта Гросс-Шенфельд (Германия) Василием Сафоновым было уничтожено трое немецких солдат и столько же было взято в плен, плененные дали важные показания. 22 февраля также находясь в разведке, был первым подошедшим к охранникам и завязал с ним бой, чем способствовал быстрому подходу группы захвата. 24 марта 1945 года Сафонов был награждён орденом Красной Звезды.
15 марта близ населенного пункта Брюнкен (в районе Альтдама, Германия), Василием Алексеевичем, который находился в наблюдении, была обнаружена замаскированная пушка врага и он вместе с другим бойцом фаустпатроном уничтожил пушку вместе с её расчётом. Затем принимал участие во взятии Берлина. За эти бои 11 мая Сафонов был награждён орденом Славы 2-й степени.
1 мая на берлинской улице Лейбштрассе, Сафоновым было обнаружено и уничтожено самоходное оружие противника, уничтожение данного орудия способствовало продвижению подразделения. На следующий день, находясь в разведке около другой берлинской улицы, которая была занята немецкими войсками, Василий Алексеевич уничтожил 10 немецких солдат, а восьмерых солдат пленил. За эти бои он был представлен к награждению орденом Отечественной войны 1-й степени, но из-за путаницы в документах 7 июня 1945 года Алексей Сафонов был повторно награждён орденом Славы 2-й степени. Указом Президиума Верховного Совета СССР от 12 марта 1980 года второй орден Славы 2-й степени был заменён на орден Славы 1-й степени.
Василий Алексеевич демобилизовался в 1946 году. После войны проживал в Клязьме (Пушкинский район, Московская область). Трудился на одной из московских мебельных фабрик. Скончался в 1954 году.

## Награды
Василий Алексеевич Сафонов был награждён следующими наградами:
- Орден Красной Звезды (24 марта 1945[4]);
- Орден Славы 1-й степени (12 марта 1980 — № 1960);
- Орден Славы 2-й степени (11 мая 1945[5] — № 23111 и 7 июня 1945[6] — перенаграждён);
- Орден Славы 3-й степени (10 февраля 1945[7] — № 259184);
- также имел медали.